# كريس غود
كريس غود (بالإنجليزية: Chris Goode)‏ هو لاعب كرة قدم أمريكية أمريكي، ولد في 17 سبتمبر 1963 في تاون كريك في الولايات المتحدة.

## وصلات خارجية
- كريس غود على موقع مرجع كرة القدم المحترفة.كوم (الإنجليزية)